# USS Wichita (LCS-13)
«Вічіта» (англ. USS Wichita (LCS-13)) —  бойовий корабель прибережної зони типу «Фрідом» виробництва компанії «Lockheed Martin».
Свою назву отримав на честь міста Вічита, що у штаті Канзас.

## Історія створення
Корабель був замовлений 4 березня 2013 року. Закладений 9 лютого 2015 на верфі фірми «Lockheed Martin». 
Спущений на воду 17 вересня 2016, а вступив у стрій 12 січня 2019 року.

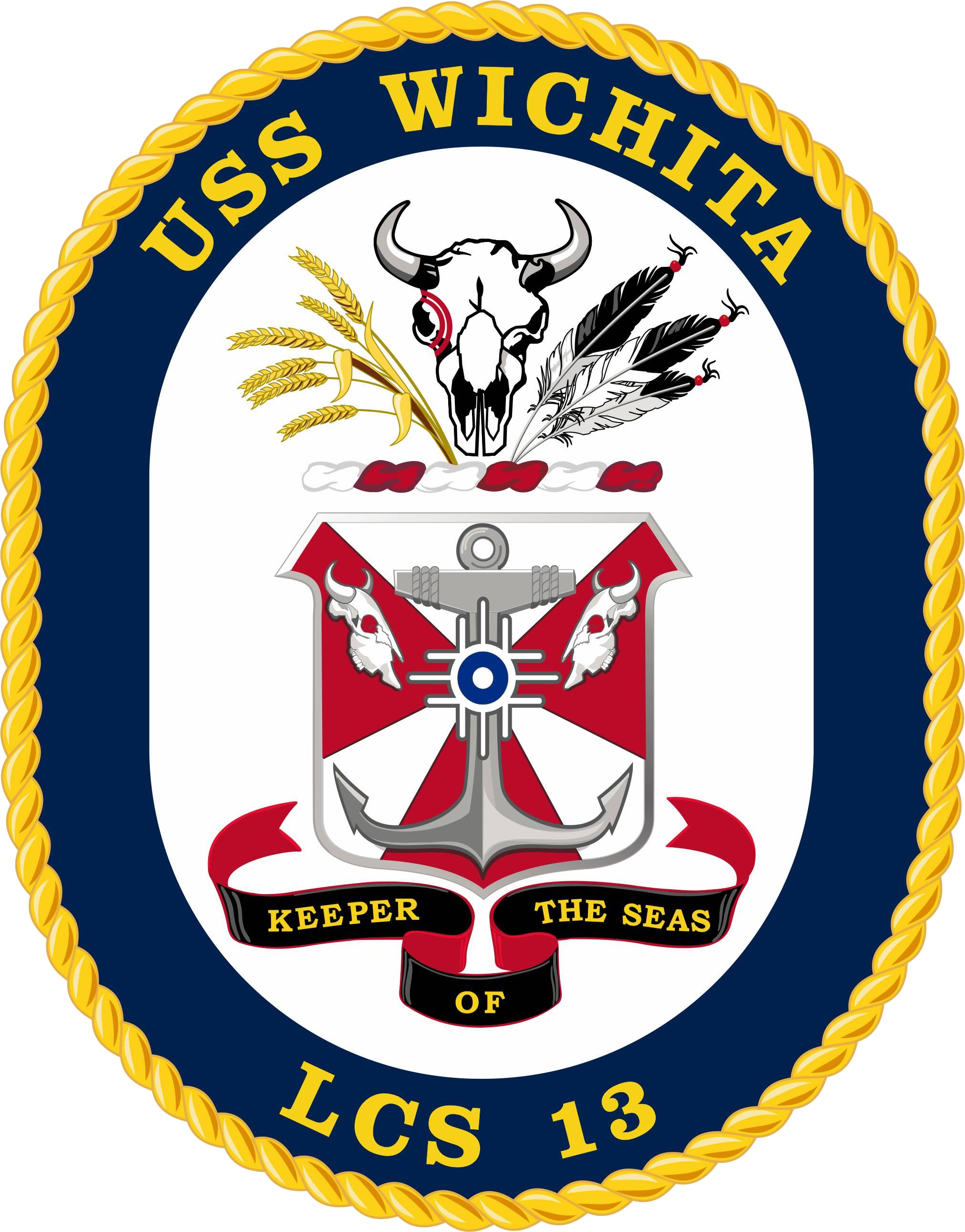